# Anilina minima
Anilina minima är en fjärilsart som beskrevs av Erich Martin Hering 1941. Anilina minima ingår i släktet Anilina och familjen snigelspinnare. Inga underarter finns listade i Catalogue of Life.